# Marek Subocz
Marek Andrzej Subocz (ur. 14 października 1984 w Wałczu) – polski polityk, samorządowiec i nauczyciel, w latach 2015–2021 wicewojewoda zachodniopomorski.

## Życiorys
Syn Andrzeja Subocza, lekarza, działacza Prawa i Sprawiedliwości i samorządowca. Absolwent Instytutu Filologii Germańskiej Uniwersytetu Szczecińskiego oraz studiów podyplomowych z zakresu administracji publicznej w Bałtyckiej Wyższej Szkole Humanistycznej w Koszalinie. Od 2009 do 2015 pracował jako nauczyciel języka niemieckiego w Zespole Szkół nr 2 w Wałczu oraz II Liceum Ogólnokształcącym w tym samym mieście. Jednocześnie w latach 2012–2014 zatrudniony w Diecezjalnym Archiwum w Würzburgu. Został członkiem Prawa i Sprawiedliwości. W 2010 i 2014 wybierany z list PiS w skład rady powiatu wałeckiego.
16 grudnia 2015 powołany na stanowisko wicewojewody zachodniopomorskiego. 14 sierpnia 2016, po śmierci wojewody Piotra Jani, tymczasowo przejął jego obowiązki. Wykonywał je do 7 września 2016, gdy nowym wojewodą został Krzysztof Kozłowski. We wrześniu 2021 przeszedł na stanowisko prezesa Wojewódzkiego Funduszu Ochrony Środowiska i Gospodarki Wodnej w Szczecinie; pełnił tę funkcję do lutego 2024.
Z listy Prawa i Sprawiedliwości startował do Sejmu w wyborach w 2015, 2019 i 2023. W 2024 uzyskał mandat radnego Sejmiku Województwa Zachodniopomorskiego VII kadencji (otrzymując 9473 głosy).